# Vito Acconci
Vito Hannibal Acconci (24. ledna 1940, New York - 28. dubna 2017) byl americký sochař a akční umělec.

## Životopis
V letech 1962–1964 studoval na University of Iowa v Ames. Následně byl v letech 1964–1969 spisovatelem na volné noze a 1968–1971 vyučoval na School of Visual Arts v New Yorku. Od roku 1969 se díky svým performancím a environmentům stal jedním z nejvýznamnějších zástupců konceptualismu a body-artu. Od roku 1969 spoluvydával umělecký časopis 0 to 9.
V letech 1972–1982 se účastnil Documenty 7–9 v Kasselu.
V roce 1976 vyučoval na California Institute of the Arts ve Valencii a zúčastnil se benátského bienále.

## Dílo
- Centers (1971) – videoinstalace, při nichž sám filmuje, jak předvádí na televizní obrazovce.
- Recording Studio from Air Time (1973) – autor 14 dní sedí v uzavřeném prostoru v galerii Leo Castelli v New Yorku. Před zrcadlem se tam nemilosrdně vyrovnává se vztahem, který odezněl. Videokamera přenáší na monitor jeho chvílemi dramatické pokusy o vysvětlení a jeho sebeobviňování.[2]